# Луданиці
Луданиці (словац. Ludanice) — село, громада округу Топольчани, Нітранський край. Кадастрова площа громади — 11.2 км².
Населення 1812 осіб (станом на 31 грудня 2019 року).

## Історія
Луданиці згадується 1242 року.

## Населення
| Рік:            | 1994. | 2004.   | 2014.   | 2024.   |
| --------------- | ----- | ------- | ------- | ------- |
| Кількість осіб: | 1887  | 1836    | 1848    | 1719    |
| Різниця:        |       | -2,70 % | +0,65 % | -6,98 % |

| Рік:            | 2023. | 2024.   |
| --------------- | ----- | ------- |
| Кількість осіб: | 1723  | 1719    |
| Різниця:        |       | -0,23 % |